# Bianca Jhordão
Bianca Jhordão (Rio de Janeiro, 4 de agosto de 1977) é uma cantora, compositora, guitarrista e apresentadora brasileira.
É vocalista da banda Leela.

## Carreira
Bianca Jhordão, aos 16 anos, comandava o "Alternative Mind", um programa que ia ao ar na Rádio Tribuna FM, de Petrópolis, Rio de Janeiro. Ela apresentava o programa com Sidarta De Lucca, que apresentava novidades da cenário indie-rock.
Em 1998, Bianca montou o Polux, sua primeira banda. A banda percorreu durante três anos o cenário undeground brasileiro realizando diversas apresentações em diversos palcos e festivais, incluindo um show com a banda alemã Atari Teenage Riot.
Juntamente a Bia Grabois apresentou o "Lado Bia", programa semanal da Rádio Viva Rio em 2001. Além de músicas, as "Bias" entrevistavam convidados ao-vivo.
Em 2000, com o guitarrista Rodrigo Brandão, formou a banda Leela. Em 2004, foi lançado o primeiro álbum da banda, chamado Leela, que incluía canções como "Te Procuro", que foi tema da telenovela Malhação, e "Odeio Gostar".
Em 2006, Bianca comandou por durante uma temporada o programa "A Hora dos Perdidos", na Rádio Cidade FM.
Em 2007, foi lançado o segundo álbum do Leela, Pequenas Caixas. Ainda em 2007, Bianca se mudou para São Paulo e foi convidada a apresentar o programa "Nickers", do canal Nickelodeon.
Em 2009, passou a apresentar o programa "Combo: Fala+Joga", no canal PlayTV.
Em 2014, Bianca passou a ser jurada do reality-show "Breakout Brasil", no canal Sony Brasil.
Em 2021, estreou como jurada do reality show musical Canta Comigo, da Record TV, onde participou somente nesta temporada. No mesmo ano, participou do videoclipe e do single “Pra Lembrar de Você”, do cantor e compositor Johnny Monster.